# 森順子
森 順子（もり じゅんこ、旧姓：矢部、1979年3月2日 - ）は、日本のフリーアナウンサー、実業家。教育コンシェルジュ、ビジネスコーチ、防災士、北海道観光マスター。札幌観光大使、礼文島観光大使。

## 来歴
千葉県山武郡大網白里町（現・大網白里市）出身。千葉県立長生高等学校、駒澤大学文学部地理学科卒業。東京アナウンスセミナー修了。立教大学大学院観光学研究科中途退学。北海道大学大学院教育学院修了（キャリア教育専攻）。
2002年7月、岩手朝日テレビ (IAT) 入社。2007年8月31日付で同社を退社。
2007年9月、テレビ北海道 (TVh) に入社。2009年12月31日付で同社を退社。
2010年11月、学校法人龍澤学館 盛岡公務員法律専門学校の常勤講師となる。世界史、地理、ビジネスマナーなどを担当し、クラス担任も務める。
2013年3月、同学校法人を退職。
2013年4月、夫の転勤で札幌へ移住。本名の森順子名義での活動を開始。また、北海道大学大学院教育学院に社会人入学する。
2014年1月、株式会社ハッピーアローを設立。以来、学校でのキャリア教育や企業研修の講師を請け負っている。また、講演活動も行っている。
2016年、北海道大学大学院教育学院修了（教育学修士）。北海道科学大学非常勤講師、苫小牧看護専門学校非常勤講師（～2018）、旭川調理師専門学校非常勤講師（～2018）、札幌ベンチャーボイスアナウンススクール講師（～2018）。
2017年、地理女netを設立、代表。
2018年、北海道大学新渡戸カレッジフェロー。じぶん創造塾設立、代表。
2020年、札幌国際大学短期大学部 非常勤講師。テレビ北海道「けいナビ」コメンテーター。

## 執筆
- 毎日新聞北海道版コラム Re:北メール（2013年4月 - 、毎日新聞北海道支社）
- 電子書籍 現役アナウンサーが教える飲ミュニケーションの極意 幹事力！（2014年、ごきげんビジネス出版）

## 担当番組

### 岩手朝日テレビ
- 楽茶間 - 司会
- IATスーパーJチャンネル - キャスター
- 八波一起のTVイーハトーブ - 岩手リポーター
- 朝だ!生です旅サラダ（朝日放送） - 岩手中継担当
- パネルクイズ アタック25（2006年1月8日、朝日放送）
- 岩手県内民放地上デジタル放送開始告示CM - 岩手朝日テレビ代表
- 全国おもしろニュースグランプリ（テレビ朝日）
- 小学生クラス対抗30人31脚（テレビ朝日）

### テレビ北海道
- TVh道新ニュース - 月曜 - 金曜キャスター
- ワールドビジネスサテライト（2008年7月4日、テレビ東京）- 北海道洞爺湖サミットスペシャル企画により、北海道札幌市モエレ沼公園特設スタジオからの生放送に参加。
- TVhこれが7つ星ショッピング - キャスター